# Alfred Hirv
Alfred Hirv (* 26. März 1880 in Petschory; †  26. Mai 1918 in Pskow) war ein estnischer Maler, der insbesondere für seine Stillleben bekannt war.

## Leben und Werk
Alfred Hirv wurde am 26. März 1880 in Petschory geboren. Im Alter von 15 Jahren zog er nach Sankt Petersburg. 1907 lud ihn der Verein Sankt Petersburger Künstler ein, sich an ihrer Ausstellung zu beteiligen. Hirv zeigte seine Werke ebenfalls in Tallinn und Tartu, siedelte sich jedoch nicht in Estland an. Er studierte bei Julius von Klever an der Sankt Petersburger Kunstakademie. Zudem unternahm Hirv Studienreisen nach Rom, München, wo er die Schule von Anton Ažbe besuchte, Paris und Spanien. Danach lebte er dauerhaft in Sankt Petersburg. Im Alter von 38 Jahren starb Hirv am 26. Mai 1918 in Pskow.
Während seines Studienaufenthalte wandte sich Hirv dem Stillleben im Stile des Goldenen Zeitalters der Niederlande zu. Diese bildeten den bedeutendsten Werkkomplex und erfreuten sich großer Beliebtheit. Daneben malte Hirv aber auch Porträts, Akte und figurative Gemälde.

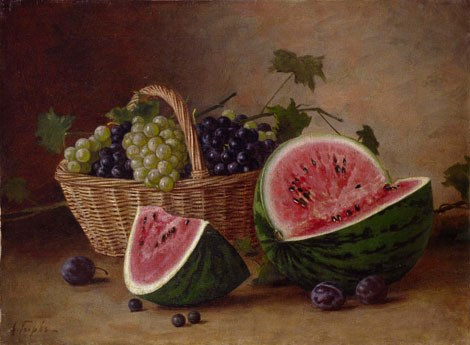
Stillleben, 1910er-Jahre.
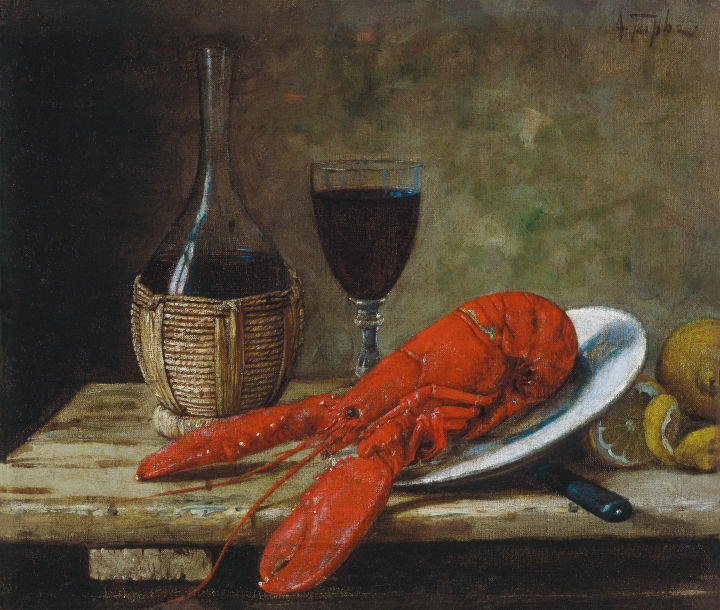
Stillleben mit Languste, 1910er-Jahre.
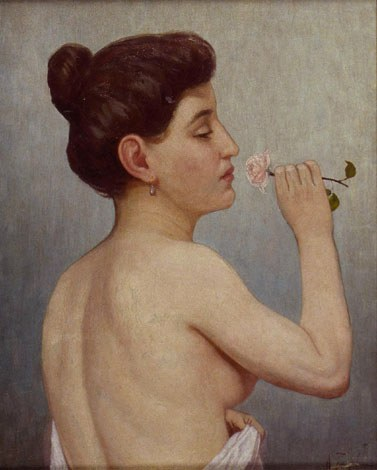
Akt mit Rose, 1900er-Jahre.
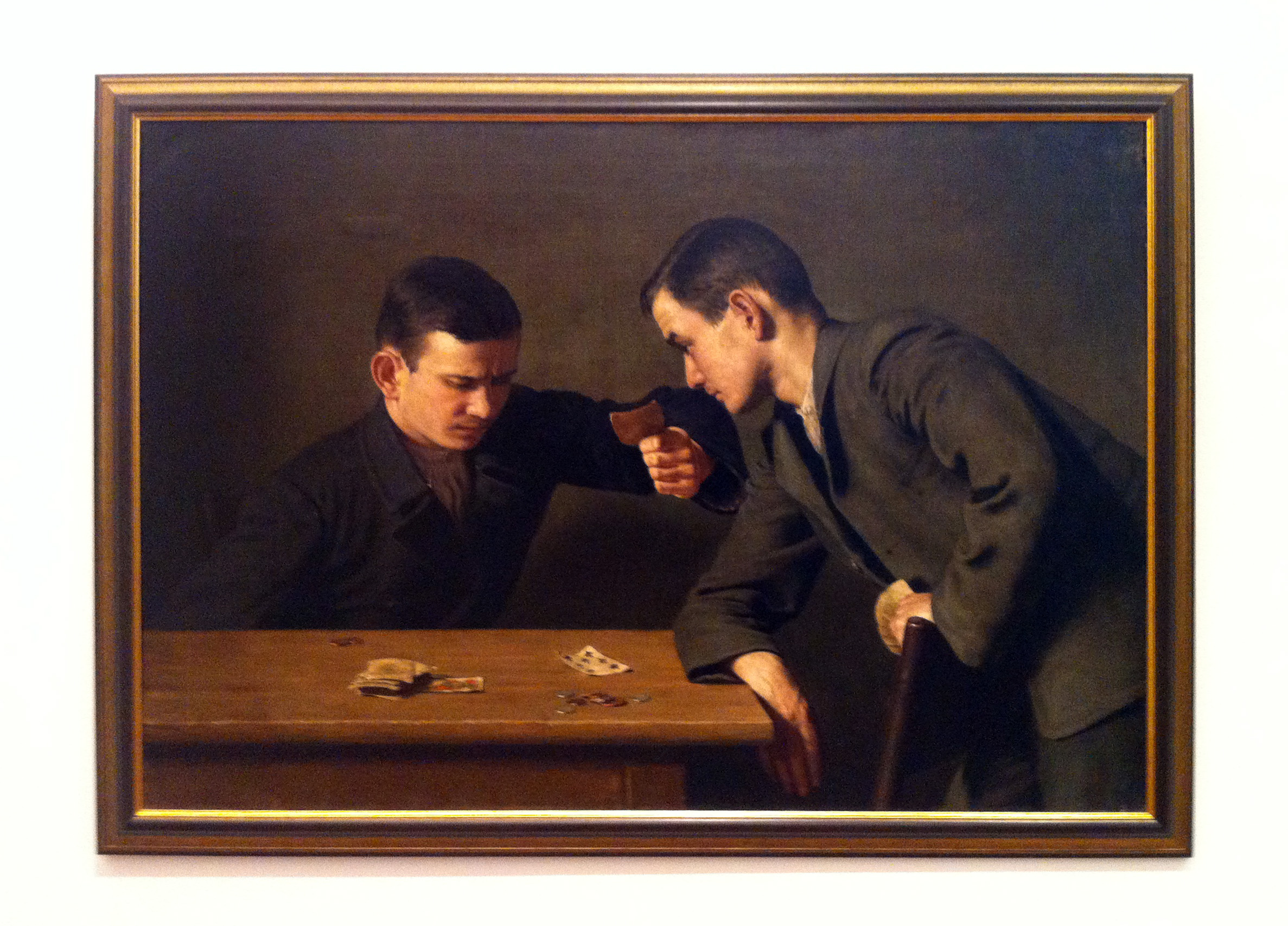
Kartenspieler, 1910.